# Нойдеккер, Вильгельм
Вильгельм Нойдеккер (нем. Wilhelm Neudecker) — (24 октября 1913 года в Штраубинге, Германия — 24 декабря 1993 года) — президент футбольного клуба Бавария, оказавший значительное влияние на историю развития клуба в 1960-е гг.

## Биография

### Деятельность на посту президента «Баварии»
Под президентством нового президента клуба, профессионального строителя, «Бавария» из завсегдатая баварского футбольного союза, находящегося до сего дня всегда в тени постоянного местного соперника «Мюнхен 1860», превратилась во всемирно известный клуб с неоднократными победами в кубках Европы и Бундеслиге.
Состоятельный строительный подрядчик инвестировал вскоре после его вступления в должность большое количество денег в тогдашний союз региональной лиги, прежде всего, пригласив профессионального тренера Златко Чайковского в 1963 году, а также первого менеджера футбольного союза Роберта Швана.
В период его пребывания в должности в клубе относится пребывание в Баварии таких выдающихся личности, как Франц Беккенбауэр, Герд Мюллер, Зепп Майер, Пауль Брайтнер или Ули Хёнесс, и длительное время бывшие у руля команды тренеры Удо Латтек и Деттмар Крамер.
После восхода клуба к вершинам футбольного небосвода в середине-конце 1970-х гг. Нойдеккер оказался не вполне устраивающим клуб и его болельщиков, в частности. Достаточно авторитарно управлявший клубом, что оказывалось правильным для клубов низших лиг, Вильгельм Нойдеккер уже открыто вёл борьбу за власть в 1979 году. После назначения вопреки мнению, воле и ситуации в команде новым тренером Макса Меркеля, команда под руководством Зеппа Майера и Пауля Брайтнера была принуждена к забастовке, которая окончилась только после переговоров.